# ジョン・ラトクリフ (アメリカ合衆国の政治家)
ジョン・リー・ラトクリフ（英語: John Lee Ratcliffe）は、アメリカ合衆国の政治家、弁護士。2025年より中央情報局長官を務める。

## 経歴
1987年にノートルダム大学で文学士号、1989年に南メソジスト大学で法務博士号を取得。2007年から2008年までテキサス州東部地区連邦検事を務めた。また2004年から2012年までヒース市長を務めた。
2014年にテキサス州第4区から下院議員に立候補し当選。2015年1月3日から2020年5月22日に辞任するまで下院議員を務めた。

### 国家情報長官
2019年7月28日、ドナルド・トランプ大統領はダン・コーツの後任の国家情報長官にラトクリフを指名した。しかし、ラトクリフが国家安全保障分野での経験に乏しかったため承認が難航した。2019年8月2日、ラトクリフが辞退を申し出たためトランプは指名を取り下げた。
2020年2月29日、トランプ大統領は再びラトクリフを国家情報長官に指名した。同年5月22日、上院は49対44でラトクリフを国家情報長官に充てる人事を承認した。

### CIA長官
2024年11月12日、2期目の大統領に就任することとなったトランプは、中央情報局長官にラトクリフを指名した。2025年1月23日、米上院は中央情報局長官にラトクリフを充てる人事を74対25で承認した。